# Kamen Rider W
Kamen Rider W (Double) (仮面ライダーW Kamen Raidā Daburu) là seri Kamen Rider thứ 20 và là seri thứ 11 của thời Heisei, phát sóng từ ngày 6/9/2009, song song với Samurai Sentai Shinkenger trong giờ phim Super Hero Time. Câu kết mỗi tập là "Sự việc đã sáng tỏ!" (これで決まりだ！ Kore de kimari da!).

## Nội dung
Fuuto (風都 (Phong Đô)), thành phố vận hành nhờ năng lượng gió và cư dân sống trong hoà bình. Tuy nhiên, gia đình Sonozaki đã bán các thiết bị bí ẩn giống như USB là Gaia Memory cho người dân, biến họ thành những con quái vật Dopant. Chứng kiến điều đó, Narumi Soukichi (Kamen Rider Skull), một thám tử tư dấn thân vào các vụ án về Dopant và Gaia Memory, vạch trần kẻ đứng sau và trả lại yên bình cho người dân. Nhưng ông đã dính bẫy của bọn tội phạm và bị chúng hạ sát khi đang giải cứu một cậu bé bí ẩn được ông đặt tên là Philip và cướp đi những Gaia Memory hoàn thiện cùng W Driver - chiếc thắt lưng để henshin thành Kamen Rider W. Sau khi Soukichi qua đời, học trò của ông là Hidari Shoutarou tiếp tục theo đuổi những vụ án về Dopant. Shoutarou cùng Philip sử dụng W Driver, henshin thành Kamen Rider W, cùng với sự giúp đỡ của Narumi Akiko - con gái của ông chủ Soukichi và một cảnh sát là Terui Ryuu - Kamen Rider Accel, cùng nhau chống lại Dopant và lật tẩy bộ mặt thật của gia đình Sonozaki.

## Nhân vật

### TV show
Hidari Shoutarou (左 翔太郎) & Philip (フィリップ Firippu)
Hai người cùng nhau chống lại Dopant với tư cách là Kamen Rider W. Câu nói của họ sau khi biến thân là: "Nào, hãy tính sổ tội lỗi của ngươi đi!" (さぁ、お前の罪を数えろ！ Sā, omae no tsumi o kazoero!). 
Hidari Shoutarou (左 翔太郎)
Hành nghề thám tử tư tại Fuuto nhưng thiếu kiến thức, thiếu kỹ năng, dễ nổi nóng và mất bình tĩnh. Bù lại, Shoutarou luôn tràn đầy năng lượng và quyết tâm ngăn chặn Dopant, bảo vệ thành phố anh yêu quý. Anh rất ngưỡng mộ ông chủ Narumi Soukichi và cố gắng bắt chước phong cách hard-boiled của ông, nhưng chỉ là hard-boiled nửa mùa, đúng hơn là "half-boiled". Trong lần giải cứu Philip, Shoutarou không nghe lời Soukichi, gián tiếp khiến ông sập bẫy và mất mạng, và anh luôn dằn vặt vì chuyện đó mỗi khi nghĩ tới ông. Chính sự kiện đó đưa anh và Philip trở thành W. Khi biết Philip là con trai nhà Sonozaki, Shoutarou vẫn bên cạnh cậu. Anh rất đau khổ khi biết Philip sẽ biến mất, dù ngoài mặt vẫn tỏ ra cứng rắn. Anh nhận chiếc Lost Driver mà Philip để lại, trở thành Kamen Rider Joker, tự chống lại thế lực phản diện mới sau khi nhà Sonozaki bị tiêu diệt. Nhưng rồi Philip đã trở lại, và 2 người lại cùng nhau henshin thành W để chiến đấu.
Philip (フィリップ Firippu) - Sonozaki Raito (園咲 来人 (Viên Tiếu Lai Nhân))
Cậu bé đồng hành với Shoutarou điều tra về Dopant, cùng anh henshin thành W. Cậu là kho kiến thức sống, chứa đựng tất cả thông tin về vạn vật trên thế giới. Tuy vậy, Philip lại rất thiếu cảm xúc, giống một thư viện di động hơn là một con người. Cảm xúc của cậu chỉ hình thành khi sống và làm việc với Shoutarou. Sau này, bí mật mới được hé lộ rằng Philip chính là Sonozaki Raito - con trai út của gia đình Sonozaki, và việc cậu không nhớ gì là do đã bị cha ruột Sonozaki Ryuubee xóa trí nhớ từ nhỏ để phục vụ cho âm mưu của ông ta. Cái tên Phillip là do Narumi Soukichi đặt cho khi đang cố gắng giải cứu cậu. Dẫu vậy, Philip vẫn chọn cùng Shoutarou chống lại gia đình mình. Nhưng cơ thể cậu sau nhiều lần henshin đã biến mất và hòa làm một với Trái Đất. Trước khi biến mất, Phillip để lại Lost Driver - chiếc thắt lưng năm xưa Narumi Soukichi từng dùng để henshin thành Skull - để Shoutarou tự mình chiến đấu với tư cách Kamen Rider Joker. Tuy nhiên, Phillip bên trong Trái Đất gặp lại gia đình, một gia đình đoàn tụ, hạnh phúc và yêu thương nhau chứ không phải gia đình tội phạm. Chị gái thứ Sonozaki Wakana đã trao lại cơ thể của cô cho Philip, để cậu được sống lại, cùng Shoutarou chống lại thế lực tội phạm mới. Khi henshin, Shoutarou sẽ dùng cơ thể mình làm vật trung gian. Nhưng Philip cũng có thể dùng cơ thể mình để henshin thành W Fang-Joker. Nhưng thời gian đầu, Philip không kiểm soát được sức mạnh của Fang Memory, khiến cậu trở nên điên dại, và cậu thề sẽ không dùng Fang một lần nào nữa. Nhưng khi Shoutarou và Akiko bị Arms Dopant bắt giữ, buộc Philip phải giải cứu, cậu một lần nữa henshin thành W Fang-Joker. Lần này, với sự giúp đỡ của Shoutarou, cậu đã kiểm soát được sức mạnh của Fang, để nó trở thành Memory thứ 7 bên cạnh Joker, Metal, Trigger, Cyclone, Heat và Luna.
Terui Ryuu (照井 竜 )
Một cảnh sát và là Kamen Rider Accel, một người chính trực, thẳng thắn và rất nóng tính. Anh rất căm thù Dopant, vì cả gia đình anh bị Isaka - Weather Dopant tàn sát. Anh gặp được Shroud và được bà ta giao cho Accel Memory và Accel Driver, còn huấn luyện cho anh để trở thành Kamen Rider Accel, bắt đầu truy tim Isaka để trả thù cho gia đình. Anh gặp được nhóm Shoutarou và được họ dạy về ý nghĩa thực sự của “Kamen Rider”, từ đó họ cùng nhau chiến đấu bảo vệ người dân khỏi Dopant nhưng vẫn tiếp tục tìm Isaka. Về sau khi đã tiêu diệt được Isaka, Terui nhận ra Shroud chỉ đang lợi dụng mình để phục vụ cho âm mưu trả thù gia đình Sonozaki của bà ta. Nhưng Terui đã nhận ra ý nghĩa của sức mạnh mình đang có là để bảo vệ mọi người chứ không phải trả thù cá nhân. Anh tha thứ cho Shroud và tiếp tục cùng nhóm Shoutarou ngăn chặn Dopant, bảo vệ Fuuto. Anh cũng có tình cảm với Akiko và 2 người đã kết hôn không lâu sau đó.
Narumi Akiko (鳴海 亜樹子)
Con gái duy nhất của Narumi Soukichi, từ Osaka đến Fuuto để tiếp tục vị trí của cha sau khi ông qua đời. Akiko là một cô bé dễ thương, nhưng tính cách tưng tửng của cô khiến người khác luôn phải nhức đầu. Cô cũng dễ cáu giận, luôn thủ sẵn một chiếc dép trong túi để đánh Shoutarou. Cô rất ngưỡng mộ cha mình, rất muốn trở thành thám tử đại tài như ông, nhưng cô sớm nhận ra mình không hợp làm thám tử. Cô cũng có tình cảm với Terui và 2 người sau đó đã về chung một nhà.
Jinno Mikio (刃野 幹夫)
Một thanh tra cảnh sát của Fuuto, thường xuyên hợp tác với Shoutarou và Philip trong những vụ án về Dopant và còn cung cấp thông tin về Dopant cho Shoutarou và Philip.
Nhà Sonozaki (園咲家 Sonozaki-ke): Là một gia đình quý tộc ở Fuuto. Gia đình Sonozaki từng rất hạnh phúc đến khi Sonozaki Ryuubee - người cha trong gia đình biết được sức mạnh về Gaia Memory. Từ đó, nhà Sonozaki dấn thân vào con đường phi pháp bằng việc sản xuất hàng loạt Gaia Memory và bán cho những người dân lầm đường lạc lối, biến họ thành Dopant và dùng họ như chuột bạch để thử nghiệm Gaia Memory. Philip là con trai út của nhà Sonozaki, nhưng cậu không biết điều này vì bị xóa ký ức.
Sonozaki Ryuubee (園咲 琉兵衛): Người đứng đầu gia đình Sonozaki. Hắn dựng vỏ bọc là ông chủ viện bảo tàng và sử dụng bảo tàng của mình như mặt tiền miễn phí cho các hoạt động phi pháp của mình. Năm xưa, khi con trai hắn là Raito (tức Phillip) tử nạn nhưng rồi sống lại với trí tuệ siêu phàm, hắn đã khám phá ra sức mạnh về Gaia Memory. Hắn âm mưu sử dụng Raito như một công cụ sản xuất Gaia Memory, thậm chí còn đả thương vợ mình (Shroud) khi bà cố gắng bảo vệ Raito, khiến bà ôm hận và nung nấu ý định trả thù. Hắn sử hữu một Memory vô cùng đáng sợ là Terror Memory.
Sonozaki Saeko (園咲 冴子): Trưởng nữ trong gia đình Sonozaki, điều hành công ty IT và sở hữu Taboo Memory. Cô ta còn có thể nâng cấp Nazca Dopant lên Level 3. Trong gia đình, Saeko rất ghét em gái Wakana, và sự thù ghét càng sâu đậm khi cô ta biết cha đã giao Gaia Memory mạnh nhất cho Wakana ngay từ đầu, và cô ta bị chính em gái đuổi ra khỏi nhà. Nhưng khi Wakana bị Kazu Jun (người của tổ chức X) bắt giữ, Saeko đã cứu Wakana, còn mình thì bị Jun giết chết.
Sonozaki Wakana (園咲 若菜): Thứ nữ trong gia đình Sonozaki, làm ở đài phát thanh Windwave. Trên đài phát thanh, cô là phát thanh viên dễ thương, giàu năng lượng, được gọi là "Healing Princess". Nhưng về nhà, cô trở về là kẻ ngang bướng, thích hạch sách những kẻ thấp kém hơn mình. Khi chưa biết Philip là em trai, Wakana rất quý mến cậu sau khi Phillip giúp cô thoát khỏi Violence Dopant. Cô sở hữu ClayDoll Memory - Gaia Memory mạnh nhất, để hợp nhất với Trái Đất, trở thành thực thể tối thượng. Ban đầu, Wakana không muốn điều đó và có ý định bỏ trốn cùng Philip, nhưng khi được cha cho thấy Xtreme, Wakana đã đi theo và trở thành ClayDoll Xtreme. Nhưng kế hoạch bị Philip cùng nhóm bạn lật đổ, còn cô bị Kazu Jun bắt giữ, ép thức tỉnh sức mạnh và sau cùng được Shoutarou cứu. Nhưng cô quyết định đoàn tụ với gia đình ở bên trong Trái Đất và trao cơ thể mình cho Philip để cậu sống lại.
Sudou Kirihiko (須藤 霧彦): Chồng của Saeko, rất yêu Fuuto nhưng vì lầm lạc mà trở thành kẻ buôn bán Gaia Memory và trở thành Nazca Dopant. Khi nhận ra những việc mình làm đang khiến thành phố mình yêu quý trở nên tồi tệ, anh đã hoàn lương, giúp nhóm Shoutarou hạ gục Birds Dopant, nhưng lại bị chính vợ mình giết chết.
Shroud (シュラウド Shuraudo): tên thật là Sonozaki Fumine (園咲 文音), vợ của Ryuubee và là mẹ của 3 chị em Saeko, Wakana và Philip. Khi biết chồng mình muốn sử dụng Raito làm công cụ sản xuất hàng loạt Gaia Memory, bà đã cố gắng ngăn cản để bảo vệ con trai nhưng không thành, thậm chí bị thương nặng. Từ đó, bà luôn đeo mặt nạ trắng và ôm mối thù với chồng cũng như gia đình Sonozaki. Bà là bạn thời thơ ấu của Soukichi và cũng từng trợ giúp ông, trao cho ông Skull Memory. Bây giờ, bà lại huấn luyện Terui Ryuu và trao cho anh Accel Memory, còn đưa cho Isaka Weather Memory, tất cả chỉ để trả thù gia đình Sonozaki.

### Movie
| Kamen Rider Skull   | Narumi Soukichi           |
| Kamen Rider Eternal | Kazu Jun ► Daidou Katsumi |

## Tập
1. Tìm kiếm W/Hai thám tử trong một (Ｗの検索／探偵は二人で一人 W no Kensaku/Tantei wa Futari de Hitori?)
2. Tìm kiếm W/Kẻ làm thành phố buồn bã (Ｗの検索／街を泣かせるもの W no Kensaku/Machi o Nakaseru Mono?)
3. Đừng đùa với M/Làm sao đến thiên đường (Ｍに手を出すな／天国への行き方 M ni Te o Dasu na/Tengoku e no Ikikata?)
4. Đừng đùa với M/Quyết đấu Joker (Ｍに手を出すな／ジョーカーで勝負 M ni Te o Dasu na/Jōkā de Shōbu?)
5. Cô bé… A/Papa là Kamen Rider (少女…Ａ／パパは仮面ライダー Shōjo… A/Papa wa Kamen Raidā?)
6. Cô bé… A/Cái giá của câu nói dối (少女…Ａ／嘘の代償 Shōjo… A/Uso no Daishō?)
7. Tìm C/Philip không thể chịu đựng (Ｃを探せ／フィリップはそれを我慢できない C o Sagase/Firippu wa Sore o Gaman Dekinai?)
8. Tìm C/Người hùng nhảy múa (Ｃを探せ／ダンシングヒーロー C o Sagase/Danshingu Hīrō?)
9. S kinh hoàng/Hãy nhìn cô thám tử hầu gái! (Ｓな戦慄／メイド探偵は見た！ S na Senritsu/Meido Tantei wa Mita!?)
10. S kinh hoàng/Con gái của thám tử vĩ đại (Ｓな戦慄／名探偵の娘 S na Senritsu/Meitantei no Musume?)
11. V báo thù/Chiếc xe nhiễm bệnh (復讐のＶ／感染車 Fukushū no V/Kansensha?)
12. V báo thù/Con thú đầy hận thù (復讐のＶ／怨念獣 Fukushū no V/Onnenjū?)
13. Radio Q/Công chúa bị săn đuổi (レディオでＱ／狙われたプリンセス Redio de Q/Nerawareta Purinsesu?)
14. Radio Q/Hồi kết bi thảm (レディオでＱ／生放送大パニック Redio de Q/Namahōsō Daipanikku?)
15. F ánh sáng hoàng hôn/Rider đạo tặc (Ｆの残光／強盗ライダー F no Zankō/Gōtō Raidā?)
16. F ánh sáng hoàng hôn/Giành lại người cộng sự (Ｆの残光／相棒をとりもどせ F no Zankō/Aibō o Torimodose?)
17. Vĩnh biệt N/Kỷ niệm lúc nhỏ (さらばＮよ／メモリキッズ Saraba N yo/Memori Kizzu?)
18. Vĩnh biệt N/Người bạn trong gió (さらばＮよ／友は風と共に Saraba N yo/Tomo wa Kaze to Tomo ni?)
19. I không dừng lại/Tên anh ta là Accel (Ｉが止まらない／奴の名はアクセル I ga Tomaranai/Yatsu no Na wa Akuseru?)
20. I không dừng lại/Phong cách Kamen Rider (Ｉが止まらない／仮面ライダーの流儀 I ga Tomaranai/Kamen Raidā no Ryūgi?)
21. T quay trở lại/Một giai điệu không dành cho phụ nữ (還ってきたＴ／女には向かないメロディ Kaettekita T/Onna ni wa Mukanai Merodi?)
22. T quay trở lại/Người đàn ông không thể chết (還ってきたＴ／死なない男 Kaettekita T/Shinanai Otoko?)
23. L trên môi/Singer-SongRider (唇にＬを／シンガーソングライダー Kuchibiru ni L o/Shingā Songuraidā?)
24. L trên môi/Ngươi là kẻ nói dối (唇にＬを／嘘つきはおまえだ Kuchibiru ni L o/Usotsuki wa Omae da?)
25. Trò chơi P/Búp bê ăn cắp (Ｐの遊戯／人形は手癖が悪い P no Yūgi/Ningyō wa Tekuse ga Warui?)
26. Trò chơi P/Akiko xuất kích (Ｐの遊戯／亜樹子オン・ザ・ラン P no Yūgi/Akiko On Za Ran?)
27. D bị mục kích/Nữ ảo thuật gia vô hình (Ｄが見ていた／透明マジカルレディ D ga Miteita/Tōmei Magikeru Redi?)
28. D bị mục kích/Twin Maximum tự sát (Ｄが見ていた／決死のツインマキシマム D ga Miteita/Kesshi no Tsuin Makishimamu?)
29. H ác mộng/Công chúa ngủ u sầu (悪夢なＨ／眠り姫のユウウツ Akumu na H/Nemuri Hime no Yūutsu?)
30. H ác mộng/Ai là hoàng tử? (悪夢なＨ／王子様は誰だ？ Akuma na H/Ōjisama wa Dare da??)
31. B mang trên gió/Con thú săn lùng (風が呼ぶＢ／野獣追うべし Kaze ga Yobu B/Yajū Oubeshi?)
32. B mang trên gió/Bây giờ, trong ánh sáng rực rỡ (風が呼ぶＢ／今、輝きの中で Kaze ga Yobu B/Ima, Kagayaki no Naka de?)
33. Bi kịch của Y/Cô gái đi tìm ngày hôm qua (Ｙの悲劇／きのうを探す女 Y no Higeki/Kinō o Sagasu Onna?)
34. Bi kịch của Y/Anh trai và em gái (Ｙの悲劇／あにいもうと Y no Higeki/Ani Imōto?)
35. Kết thúc R/Cơn mưa kỳ quái đổ xuống (Ｒの彼方に／やがて怪物という名の雨 R no Kanata ni/Yagate Kaibutsu toiu Na no Ame?)
36. Kết thúc R/Vượt qua tất cả (Ｒの彼方に／全てを振り切れ R no Kanata ni/Subete o Furikire?)
37. Khách hàng X/Cây cầu hẹn ước (来訪者Ｘ／約束の橋 Raihōsha X/Yakusoku no Hashi?)
38. Khách hàng X/Trong tên của Museum (来訪者Ｘ／ミュージアムの名のもとに Raihōsha X/Myūjiamu no Na no Moto ni?)
39. Khả năng của G/Bad Cinema Paradise (Ｇの可能性／バッドシネマパラダイス G no Kanōsei/Baddo Shinema Paradaisu?)
40. Khả năng của G/Không thể tha thứ cho ngươi (Ｇの可能性／あなたが許せない G no Kanōsei/Anata ga Yurusenai?)
41. Mê cung J/Kẻ xấu xa tâm thần (Ｊの迷宮／猟奇的な悪女 J no Meikyū/Ryōkiteki na Akujo?)
42. Mê cung J/Kim cương vỡ (Ｊの迷宮／ダイヤモンドは傷ついて J no Meikyū/Daiyamondo wa Kizutsuite?)
43. Liên kết O/Lão niên thám tử (Ｏの連鎖／老人探偵 O no Rensa/Rōjin Tantei?)
44. Liên kết O/Lời bộc bạch của Shroud (Ｏの連鎖／シュラウドの告白 O no Rensa/Shuraudo no Kokuhaku?)
45. Ai mà K cần/Đuôi quỷ (Ｋが求めたもの／悪魔のしっぽ K ga Motometa Mono/Akuma no Shippo?)
46. Ai mà K cần/Buổi tối cuối cùng (Ｋがもとめたもの／最後の晩餐 K ga Motometa Mono/Saigo no Bansan?)
47. U bị bỏ rơi/Yêu cầu từ Philip (残されたＵ／フィリップからの依頼 Nokosareta U/Firippu kara no Irai?)
48. U bị bỏ rơi/Người cộng sự vĩnh cửu (残されたＵ／永遠の相棒 Nokosareta U/Eien no Aibō?)
49. Tạm biệt E/Bó hoa công lý với thành phố này (Ｅにさよなら／この街に正義の花束を E ni Sayonara/Kono Machi ni Seigi no Hanataba o?)

## Phim

### Kamen Rider W Return
- Kamen Rider Eternal
- Kamen Rider Accel

## Diễn viên
- Hidari Shoutarou (左 翔太郎?): Kiriyama Ren (桐山 漣?)
- Philip (フィリップ Firippu?): Suda Masaki (菅田 将暉?)[2]
- Narumi Akiko (鳴海 亜樹子?): Yamamoto Hikaru (山本 ひかる?)
- Terui Ryuu (照井 竜?): Kinomoto Minehiro (木ノ本 嶺浩?)
- Jinno Mikio (刃野 幹夫?): Nadagi Takeshi (なだぎ 武?)
- Makura Shun (真倉 俊?): Nakagawa Shingo (中川 真吾?)
- Watcherman (ウォッチャマン Wotchaman?): Nasubi (なすび?)
- Santa-chan (サンタちゃん?): Fukkin Zennosuke (腹筋 善之介?)
- Queen (クイーン Kuīn?): Itano Tomomi (板野 友美? AKB48)
- Elizabeth (エリザベス Erizabesu?): Kasai Tomomi (河西 智美? AKB48)
- Sonozaki Ryuubee (園咲 琉兵衛?): Terada Minori (寺田 農?)
- Sonozaki Saeko (園咲 冴子?): Namai Ami (生井 亜実?)
- Sonozaki Wakana (園咲 若菜?): Asuka Rin (飛鳥 凛?)
- Sudou Kirihiko (須藤 霧彦?): Kimisawa Yūki (君沢 ユウキ?)
- Isaka Shinkurou (井坂 深紅郎?): Dan Tomoyuki (檀 臣幸?)
- Kazu Jun (加頭 順?): Gong Teyu (コン・テユ Kon Teyu?)[3]
- Smilodon Dopant (スミロドン・ドーパント Sumirodon Dōpanto?, Lồng tiếng): Takato Yasuhiro (高戸 靖広?)
- Shroud (シュラウド Shuraudo?, Lồng tiếng): Kouda Naoko (幸田 直子?)
- Narration, Gaia Memory (ナレーション、ガイアメモリ Narēshon, Gaia Memori?, Lồng tiếng): Tachiki Fumihiko (立木 文彦?)

### Diễn viên khách mời
- Tsumura Marina (津村 真里奈? 1-2): Yamanouchi Meibi (山内 明日?)
- Kaga Taizou (加賀 泰造 Kaga Taizō?, 3-4): Gashuuin Tatsuya (我修院 達也?)
- Hoshino Chizuru (星野 千鶴? 7-8): Fujii Reina (藤井 玲奈?)
- Ikari (伊刈? 7-8): Katagiri Jin (片桐 仁?)
- Giáo viên (教師 Kyōshi?, 7-8): Watari Hiroshi (渡 洋史?)
- Asakawa Mai (浅川 麻衣? 9-10, 14): Otoguro Eri (乙黒 えり?)
- Kurosu (黒須? 11-12): KOJI
- Cô gái trẻ (若い女性 Wakai Josei?, 12): Kajiwara Hikari (梶原 ひかり?)
- Saeki Motoko (佐伯 素子? 13-14): Nakamaru Shion (中丸 シオン?)
- Kurata Kenji (倉田 剣児? 15-16): Nishi Kōichirō (西 興一朗?)
- Katahira Makiko (片平 真紀子? 19-20): Ōsawa Itsumi (大沢 逸美?)
- Katahira Kiyoshi (片平 清? 19-20): Shibuya Kento (渋谷 謙人?)
- Kujou Aya (九条 綾? 21-22): Kinoshita Ayumi (木下 あゆ美?)
- Akutsu Ken (阿久津 憲? 21): Ohtaka Hiroo (大高 洋夫?)
- Himuro (氷室 21?): Muraoka Hiroyuki (村岡 弘之?)
- Quỷ giáo quan (鬼教官 Oni Kyōkan?, 21): Tominaga Kenji (富永 研司?)
- Người đàn ông thuộc tổ chức phân phối Gaia Memory (ガイアメモリ流通組織の男 Gaia Memori Ryūtsū Soshiki no Otoko?, 21): Kaneda Shin'ichi (金田 進一?), Eitoku (永徳?)
- Kamiki Aya (上木 彩矢 Kamiki Aya?, 23-24)
- TAKUYA (23-24)
- Ohnuki Ichirouta (大貫 一朗太 Ōnuki Ichirōta?, 23-24): Mizuki Ichirō (水木 一郎?)
- Lily Shirogane (リリィ白銀 Riryi Shirogane?, 27-28): Nagasawa Nao (長澤 奈央?)
- Yukimura Himeka (雪村 姫香 Yukimura Himeka?, 29-30): Asō Natsuko (麻生 夏子?)
- Tháp canh Kyuuzou (櫓の久蔵 Yagura no Kyūzō?, 29): Fukumoto Seizō (福本 清三?)
- Sudou Yukie (須藤 雪絵 Sudō Yukie?, 33-34): Hirata Kaoru (平田 薫?)
- Shimamoto Nagi (島本 凪? 35-36): Wagawa Miyuu (和川 未優?)
- Nijimura Ai (虹村 あい? 39-40): Yazawa Erika (谷澤 恵里香?)
- Kawai Touru (川相 透? 39-40): Kawano Naoki (川野 直輝?)
- Todoroki Kyouko (轟 響子? 45-46): Hirata Yuka (平田 裕香?)[4]
- Neon Ulsland (ネオン・ウルスランド Neon Urusurando?, 47-48): Maria Theresa Gow (マリア・テレサ・ガウ Maria Teresa Gau?)[5]

### Diễn viên phục trang
- Kamen Rider Double: Takaiwa Seiji (高岩 成二?), Itō Makoto (伊藤 慎?)
- Kamen Rider Accel: Eitoku (永徳?)
- Terror Dopant: Yokota Ryō (横田 遼?)
- Taboo Dopant, Shroud: Ono Yūki (小野 友紀?)
- ClayDoll Dopant, ClayDoll Xtreme, Dopant khác: Fujita Satoshi (藤田 慧?)
- Nasca Dopant, Weather Dopant, R Nasca Dopant, Dopant khác: Watanabe Jun (渡辺 淳?)
- Smilodon Dopant, Utopia Dopant, Dopant khác: Fujii Yūgo (藤井 祐伍?)

## Bài hát
- "W-B-X ~W-Boiled Extreme~"
  - Lời: Fujibayashi Shoko
  - Sáng tác: Naruse Shuhei
  - Cải biên: TAKUYA, Naruse Shuhei
  - Thể hiện: Kamiki Aya w TAKUYA (上木彩矢 w TAKUYA Kamiki Aya daburu TAKUYA?)